# Masahiko Kimura
Masahiko Kimura (木村政彦 Kimura Masahiko?) (Kumamoto, 10 de septiembre de 1917-18 de abril de 1993) fue un judoca y luchador profesional japonés, considerado por algunos como el más grande practicante de judo de todos los tiempos.

## Carrera
Obtuvo el grado de séptimo dan en judo a la temprana edad de 29 años, y es considerado dentro del salón de la fama de los mejores judocas que han existido. Judoca profesional a la edad de 20 años, fue campeón del abierto japonés de judo y mantuvo su título por 13 años, sufriendo solo una derrota en ese periodo. Fue también campeón de kosen judo en 1936.

### Kimura contra Gracie
Estando en Brasil en julio de 1951, Kimura y dos de sus compañeros de la escuela Kodokan, Toshio Yamaguchi (cinturón negro sexto dan) y Yukio Kato (cinturón negro quinto dan) recibieron un desafío lanzado por Hélio Gracie, una de las figuras clave del llamado jiu-jitsu brasileño. Gracie les retó a un combate siguiendo las reglas del "Desafío Gracie", es decir, una contienda de grappling sin límite de tiempo y con inconsciencia o rendición como únicas condiciones de victoria. La ausencia de osaekomi o ippon hacía que estas reglas pusieran la lucha en contra de los tres judocas, pero éstos aceptaron el reto.
Kato fue el primer en combatir contra Hélio, teniendo dos luchas contra él. La primera fue en el estadio Maracana de Río de Janeiro, que acabó sin resultado. La revancha se llevaría a cabo en Sao Paulo, en el estadio Ibirapuera, y recibió mucho más seguimiento por la prensa. En ella, el japonés lanzó a Gracie varias veces, pero sus proyecciones no lograban noquear a Hélio, quien realizaba constantemente ukemiwaza para evitar ser dañado. Media hora más tarde, un cansado Kato seguiría intentando incapacitar a Gracie, derribándole con un osoto gari y procediendo a intentar estrangularle con una juji-jime; ambos cayeron del ring y tuvieron que ser reposicionados dentro. Sin embargo, el brasileño también aplicó una estrangulación de gi desde debajo de él, y tras tres o cuatro minutos, el japonés cayó inconsciente. Masahiko intervino para detener la contienda, y la victoria le fue otorgada a Hélio. Sea como fuere, por causa de esta derrota la fama del trío de judokas empezó a decaer, y la población japonesa de Brasil habló duramente contra ellos, mientras los brasileños celebraban y los aprendices de los Gracie paseaban un ataúd por la ciudad simbolizando la caída de Kato. Por su parte, Hélio propuso continuar con el desafío y que el siguiente en luchar fuera Yamaguchi, el cual se tomó tiempo para planificar una estrategia de lucha, pero su combate con Gracie nunca ocurriría, ya que entonces Kimura solicitaría competir en su lugar.

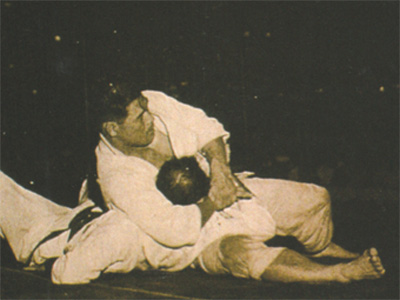
Fotografía de la lucha entre Kimura y Gracie.

El combate se llevó a cabo en el Maracaná ante una audiencia de 20000 personas, incluyendo el presidente de Brasil Getúlio Vargas. La expectación era tal que, según una fuente, Kimura había sido advertido por la embajada japonesa de que no sería bienvenido en Japón si perdía el combate. Llegando al estadio, Kimura fue recibido con una lluvia de huevos crudos por parte de los brasileños y una nueva burla con un ataúd, pero el japonés no se dejó amedrentar y dio comienzo al combate. Hélio intentó derribarle con osoto gari y kouchi gari, pero fueron ineficaces. Kimura, por su parte, le proyectó con o uchi gari, harai goshi, uchi mata y ippon seoi nage, pero al igual que con la lucha contra Kato, no era capaz de noquear a Helio. Masahiko empezó a pensar en una estrategia para finalizarle y llevó a Hélio al suelo, cubriéndole con kuzure-kami-shiho-gatame y yoko-shiho-gatame. Hélio pareció incapaz de respirar, pero aguantó por varios minutos, hasta que intentó deshacer la estrangulación con un brazo. En ese momento Kimura apresó la extremidad y la retorció en un ude-garami. El brasileño no se rindió, de modo que Kimura siguió haciendo girar el brazo hasta que el hueso se rompió, dejando oír un crujido en el silencioso estadio. Como Hélio seguía sin rendirse, Masahiko no dejó de retorcer su brazo, fracturándolo de nuevo. Entonces, cuando Kimura se disponía a darle una vuelta más, el rincón de Gracie tiró la toalla, y Kimura fue declarado ganador del combate, que había durado 13 épicos minutos. Una turba de japoneses entró en el cuadrilátero y lanzó a Kimura por los aires en celebración, mientras los Gracie se retiraban para tratar el brazo de Hélio.
El resultado de esta batalla fue la elevación de Kimura a héroe nacional de Japón y uno de los artistas marciales modernos más importantes. La llave que utilizó para vencer, el ude-garami, fue bautizado con el nombre de "Kimura lock" o simplemente "Kimura" por parte de los practicantes de jiu-jitsu brasileño, en honor al hombre que había derrotado a su máximo exponente.
Este combate, sin embargo, no está exento de polémica. Contrariamente a la creencia popular, Kimura nunca afirmó que si Hélio durase más de tres minutos con él debería ser considerado el ganador de la lucha, una frase que probablemente le fue atribuida por la prensa brasileña, pero sí afirmó en su autobiografía que admiró la voluntad y el coraje de Hélio. También está en entredicho la afirmación de los Gracie de que Kimura llevaba una ventaja de 30kg sobre Hélio, siendo más aproximada a la realidad una referencia posterior que habla de 15kg, mientras que la biografía de Masahiko lista la diferencia como sólo 8kg; de hecho, el brasileño era un palmo más alto que Masahiko. Así mismo, se ha hablado de coreografía o algún grado de cooperación por parte de Kimura para hacer el combate más emocionante. Georges Mehdi, que presenció la lucha, afirma que los dos contendientes jugaron flojamente durante su mayor parte, y en una entrevista con Yoshinori Nishi en 1994 el propio Hélio Gracie admitió que en realidad había caído inconsciente bajo el peso de Kimura mucho antes del final de la lucha, pero que había sido liberado por el japonés para continuar la batalla.
Según Karl Gotch, quien fue íntimo amigo de Kimura, el judoca nunca llegó a tener en mucha estima al posterior "Gracie Jiu-Jitsu" y a sus practicantes, pero sí consideró a Hélio un artista marcial notable.

### Kimura contra Santana
En 1959, durante otra visita a Brasil, Kimura se vio envuelto en una lucha de vale tudo contra el campeón Waldemar Santana, experto en capoeira y jiu-jitsu brasileño, entre otras artes. Kimura se había lesionado en una exhibición de yudo y se encontraba en mal estado de salud, pero se vio obligado a luchar contra Santana en tal estado por presión tanto del promotor como de la policía, que llegó a amenazarle. Esta vez, el oponente de Kimura le sacaba casi 20 kilos y muchos años de juventud, y las reglas prometían un combate mucho más brutal.
Kimura y Santana empezaron intercambiando golpes, y el capoeirista hizo valer su superioridad en este terreno, usando patadas altas y golpes de palma que marearon a Masahiko. El japonés utilizó un cabezazo contra el abdomen de Waldemar para distraerle e intentó derribarle, pero Santana respondió con otro cabezazo desde el clinch. Kimura entonces falló un ippon seoi nage y cayó a la lona, que Santana aprovechó para posicionarse sobre él. Masahiko intentó un do-jime, pero el brasileño no se vio afectado, sino que le asestó un directo en el rostro que casi noqueó a Kimura. Santana prosiguió con cabezazos contra el estómago de Kimura, hasta que este logró contraatacar con otro puñetazo que rompió la nariz del carioca. Los dos contendientes, sangrando profusamente y cubiertos de sudor, volvieron a la posición vertical y siguieron intercambiando golpes, hasta que marcando el reloj 40 minutos, fue declarado el empate.

## Muerte
Kimura falleció de cáncer de pulmón a los 75 años. Se cuenta que aun estando hospitalizado, poco después de una cirugía, se le encontró en su cuarto haciendo flexiones.